# Syrmaticus
Genre
Syrmaticus est un genre d'oiseaux de la famille des Phasianidae.

## Liste d'espèces
Selon la classification de référence du Congrès ornithologique international (version 2.8, 2011) :
- Syrmaticus ellioti (Swinhoe, 1872) – Faisan d'Elliot
- Syrmaticus humiae (Hume, 1881) – Faisan de Hume
- Syrmaticus mikado (Ogilvie-Grant, 1906) – Faisan mikado
- Syrmaticus soemmerringii (Temminck, 1830) – Faisan scintillant
- Syrmaticus reevesii (J.E. Gray, 1829) – Faisan vénéré